# Пораженцы

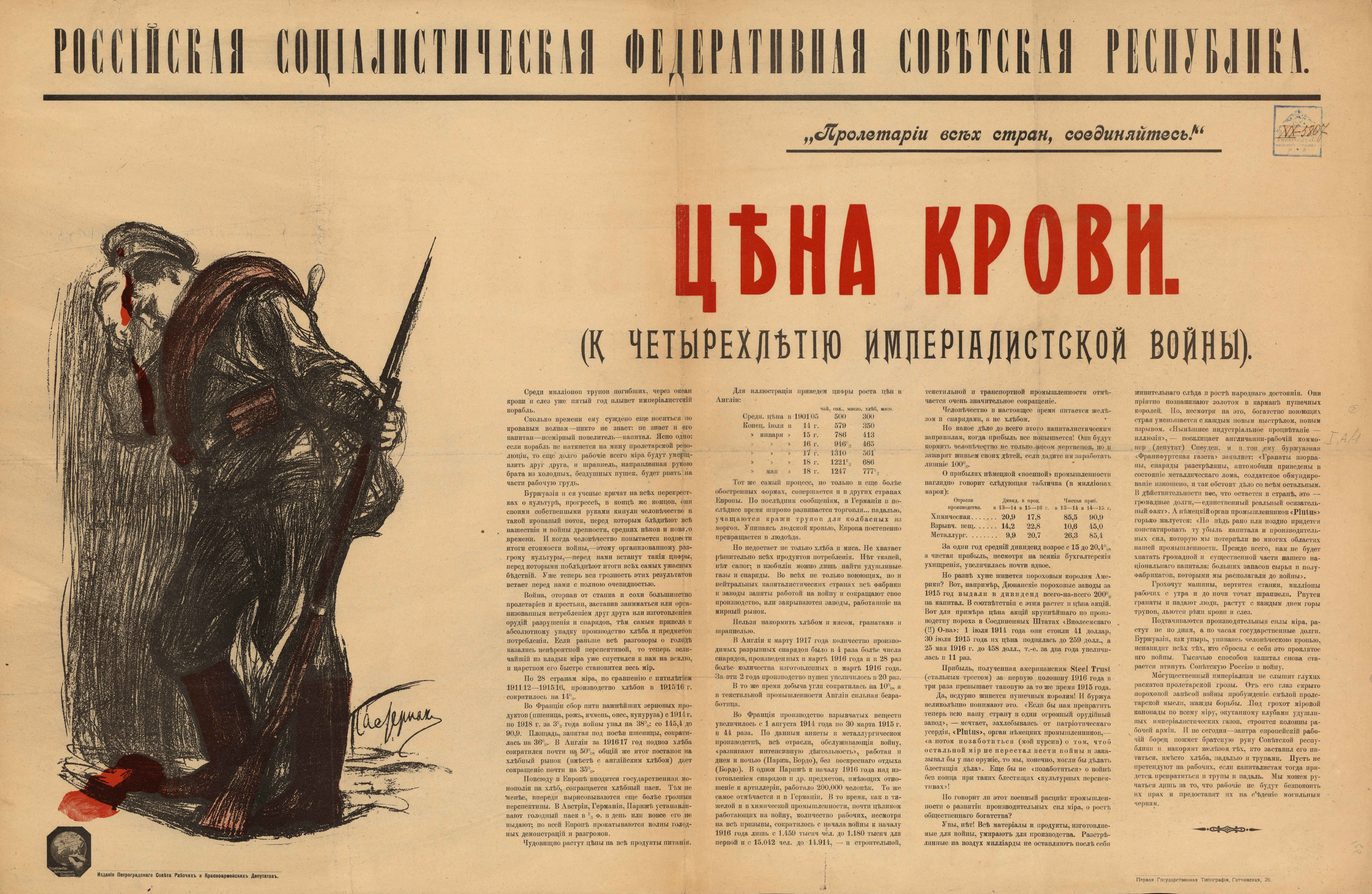
Пораженческий плакат «Цена крови»

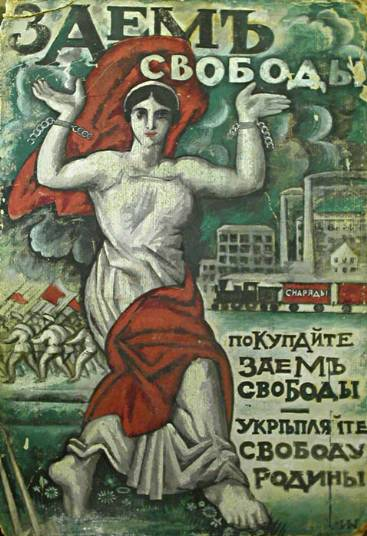
Плакат И. Нивинского, призывающий к приобретению антивоенных облигаций

«Пораже́нцы» — часть политического спектра общества крупнейших государств-участников Первой мировой войны, выступавшая за поражение своих стран.

## История
«Пораженцы» в российском обществе выступали за поражение Российской империи в войне, сочувствовали Германской империи и её союзникам. Противостоявшая им часть, выступавшая за победу своей страны в войне, в Российской империи именовались соответственно «оборонцами» (кроме этих двух фракций были также «центристы», призывавшие к «миру без аннексий и контрибуций» (фраза взята из т. н. «Десяти заповедей французского солдата») и «интернационалисты» с лозунгом «Ни побед, ни поражений» или «Ни мира, ни войны»). Среди «пораженцев» были деятели, главным образом, левого толка. В России, многие деятели, переходя с одной стороны на другую, особенно в 1917 году, сначала выступали как «оборонцы», а затем примыкали к «пораженцам», и наоборот. В советской партийной историографии данное выражение не употреблялось, поскольку часть «пораженцев», одновременно являвшихся большевиками, пришли к власти в 1917 году в результате Октябрьского переворота. Сами себя «пораженцы» в России, как правило, называли иначе. Так, Л. Д. Троцкий въезжая в США в январе 1917 года, в своей таможенной декларации, в графе «род занятий» (occupation) написал «пацифист». В годы Второй мировой войны выражение применялась по отношению к сторонникам поражения своих стран, проживавших за рубежом, всех иных было принято называть «коллаборантами».

### Левые (пораженцы-социалисты)
К «пораженцам» в России среди социалистов относились, главным образом, члены РСДРП и некоторые деятели левого толка:
- Большевики
- Внефракционные межрайонцы

### Правые (национальный сепаратизм)
Также «пораженцами» были националисты — сторонники образования национальных государств или предоставления широкой автономии (их также называли «автономистами» и «сепаратистами»), считавшие войну великоимперской затеей своих поработителей и не видевшие в ней блага для своих наций. Поскольку основными участниками Первой мировой войны в Европе были империи (Австро-Венгерская, Британская, Германская, Османская, Российская), члены национально-освободительных движений в этих империях, де-юре являвшиеся подданными монархов данных государств, фактически выступали за их поражение и образование на их территории национальных государств (преимущественно республик). На тот момент широкую деятельность в тылу воюющих сторон развернули следующие национально-освободительные движения (в скобках приведены военно-политические организации соответствующих национальных движений):
 Австро-Венгрия
- Венгрия
- Галичина и Подкарпатская Русь
- Польша (польские части)
- Чехия и Словакия (чехословацкие легионы)
- Югославия (комитет)

 Британская империя
- Бурские республики
- Египет
- Индия
- Ирландия (ИРА)
- Квебек
- Сомалиленд
- Шотландия

 Германская империя
- Польша (польские части)
- Эльзас-Лотарингия

 Османская империя
- Армения (фидаи, дашнаки)
- Курдистан (Пешмерга)
- Понт
- Турецкая республика (кемалисты)
- Хиджаз
- Эрец Исраэль (Нили)

 Российская империя
- Азербайджан
- Беларусь
- Бессарабия
- Бухара
- Грузия (комитет)
- Ингушетия (абреки)
- Латвия (латышские стрелки)
- Литва
- Польша (польские легионы)
- Туркестан (басмачи)
- Украина (сечевики, СОУ)
- Финляндия (егеря)
- Чечня (абреки)
- Эстония

 Италия
- Албания
- Сомали

Правые пораженцы нередко формировали военизированные структуры, боровшиеся с имперскими режимами в их странах, либо самостоятельно (ИРА, басмачи, абреки), либо на стороне других противоборствующих сторон (сечевики). Появление некоторых из таких военных структур было в значительной степени обусловлено сопротивлением призыву в императорские вооружённые силы — именно так обстояло дело с басмачеством в Средней Азии, где среднеазеатские крестьяне не хотели отправляться за тысячи километров на войну колонизаторского режима за чуждые им имперские планы Петербурга, и в Квебеке, где франкоканадцы открыто срывали призыв на Западный фронт. Кроме массовой мобилизации населения, важным двигателем пораженчества стали деятельность государственных фуражиров в деревнях, продразвёрстка и хлебные реквизиции царского правительства, а затем временного правительства и большевиков.

## Институциональные органы российских «пораженцев»
Крупнейшим международным собранием «пораженцев» была Циммервальдская конференция 1915 года и сформировавшаяся на ней «Циммервальдская левая» — группа международных пораженцев-социалистов.
Крупнейшим печатным органом «пораженцев» в Нью-Йорке была газета «Новый Мир», а крупнейшей пораженческой группой среди русских социал-демократов были «межрайонцы» (1913—1917) под руководством Л. Д. Троцкого.

## Известные «пораженцы»
| имя            | партия/ сообщество | комментарий |
| -------------- | ------------------ | ----------- |
| Я. А. Берзиньш | ЛСДРП              |             |
| Ю. Борхардт    | СДПГ               |             |
| В. И. Ленин    | большевики         |             |
| Т. Нерман      | СДРПШ              |             |
| Ф. Платтен     | СДПШ               |             |
| К. Радек       | СДКПиЛ             |             |
| С. Рутгерс     | СДРПН              |             |
| Л. Д. Троцкий  | межрайонцы         |             |
| М. С. Урицкий  | межрайонцы         |             |
| Ц. Хёглунд     | СДРПШ              |             |